# Міністерство флоту Японії

Символ Імперського флоту Японії

Міністерство флоту Японії (яп. 海軍省, かいぐんしょう, кайґун-сьо) — центральна урядова установа в Японії, що керувала адміністративними і господарськими справами Імперського флоту Японії. Існувала протягом 1872 — 1945 років. Одне з міністерств Великої державної ради (з 1872) і кабінету міністрів Японії (з 1885).

## Короткі відомості
1872 року Імператорський уряд скасував Міністерство війни, перетворивши відділ флоту цього міністерства на Міністерство флоту Японії. В листопаді того ж року він визначив організаційну структуру та правила роботи нового міністерства, які набули чинності з квітня наступного року. 
Початково Міністерство флоту було найвищою установою, що керувала військово-морськими силами Японії. Проте з 1893 року відповідальність за командування і планування воєнних операцій була перекладена на Генеральний штаб флоту Японії, а адміністративні функції залишилися за міністерством.
Головою Міністерства армії став міністр, якому допомагали старші й молодші заступники, а також старші й молодші писарі. За структурою 1872 року до складу Міністерства входили Секретаріат міністра і три відділи.
| Міністерство флоту (Велика державна рада, 1872) |                        |                         | |
| Міністр 卿                                      | Старші заступники 大輔 | Молодші заступники 少輔 | - Секретаріат міністра (卿官房) - Перший відділ (第一局) - Другий відділ (第二局) - Третій відділ (第三局) |
| Міністр 卿                                      | Старші писарі 大丞     | Молодші писарі 少丞     | - Секретаріат міністра (卿官房) - Перший відділ (第一局) - Другий відділ (第二局) - Третій відділ (第三局) |

1876 року Міністерство поповнилося 2 відділами і однією службою. Воно взяло на себе усю відповідальність за утримання військових кораблів. 
1884 року в Міністерстві створили окремий Відділ Генерального штабу флоту Японії. За два роки цей його перепорядкували Генеральному штабу армії, перетворивши на Відділ флоту. 1889 року цей відділ знову перевели до Міністерства флоту, а 1893 року виокремили в самостійну військову структуру — Генеральний штаб флоту Японії, що підпорядковувався лише Імператору Японії.
1885 року, у зв'язку з заміною Великої державної ради Кабінетом міністрів Японії, була проведена реорганізація Міністерства. З 1900 року очолювати його мали право лише професійні військові дійсної служби. Виключно з цієї ж категорії призначалися радники міністра флоту. 1913 року була прийнята поправка, за якою міністром могли ставати цивільні особи, але після путчу 26 лютого 1936 року її відмінили.
Після японсько-китайської війни 1894 — 1895 і японсько-російської війни 1904 — 1905 років статус Імперського флоту зрівнявся зі статусом Імперської армії Японії. На відміну від армійських генералів, які вбачали в Росії та Китаї головну небезпеку Японії, вище керівництво флоту вважало США потенційним противником країни в Тихоокеанському регіоні. Воно заходилося нарощувати боєздатність японських військово-морських сил і розширило структуру Міністерства флоту. На 1916 рік вона складалася з Секретаріату міністра, Військового, Медичного, Юридичного і Організаційного відділів, а також Відділів кадрів, фінасів та управління кораблями.
| Міністерство армії (Кабінет міністрів, 1916) | |
| Міністр 大臣                                 | - Секретаріат міністра (大臣官房) - Відділ кадрів (人事局) - Військовий відділ (軍務局) - Відділ фінансів (経理局) - Медичний відділ (医務局) - Юридичний відділ (法官部) - Відділ управління кораблями (艦政局) - Організаційний відділ (機関局) |

1920 року Відділ управління кораблями перейменували на Відділ постачання, 1923 року додали Відділ освіти та Будівельний відділи, а 1940 року створили Відділ озброєнь.
| Міністерство армії (Кабінет міністрів, 1940) | |
| Міністр 大臣                                 | - Секретаріат міністра (大臣官房) - Відділ кадрів (人事局) - Військовий відділ (軍務局) - Відділ фінансів (経理局) - Медичний відділ (医務局) - Юридичний відділ (法官部) - Відділ постачання (軍需局) - Організаційний відділ (機関局) - Відділ освіти (教育局) - Будівельний відділ (建築局) - Відділ озброєнь (兵備局) |

До 1933 року Міністерство флоту мало ширші повноваження в японському флоті ніж Міністерство армії в японській армії. Згодом усі функції, що стосувалася командування флотом, були передані Генеральному штабу флоту. 
30 листопада 1945 року Міністерство флоту Японії ліквідували. Виконання ліквідаційних робіт покладалося на Друге міністерство демобілізації, утворене з колишніх співробітників флотського міністерства.

## Голови

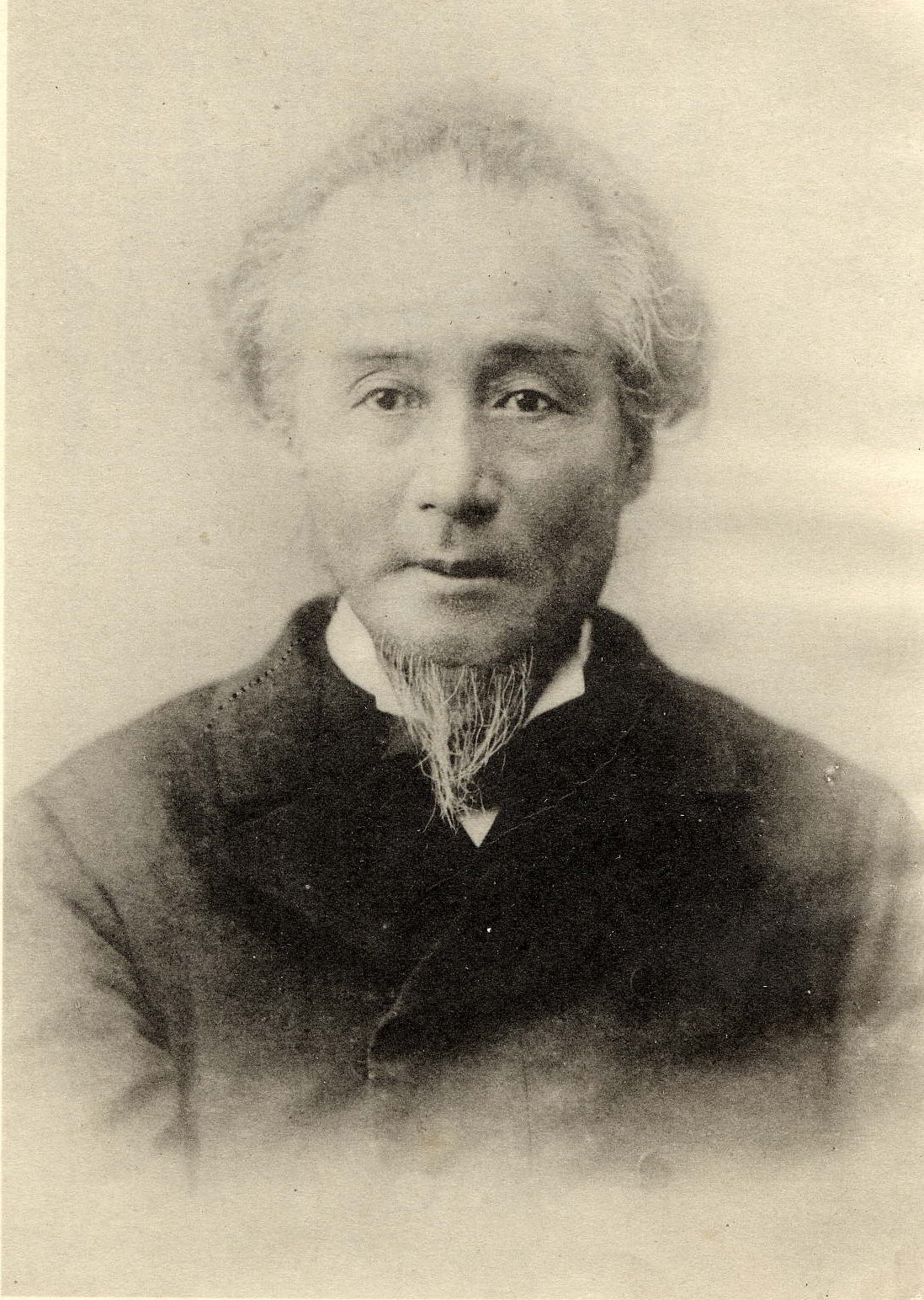
Кацу Кайсю, перший міністр флоту при Великій державній раді Японії

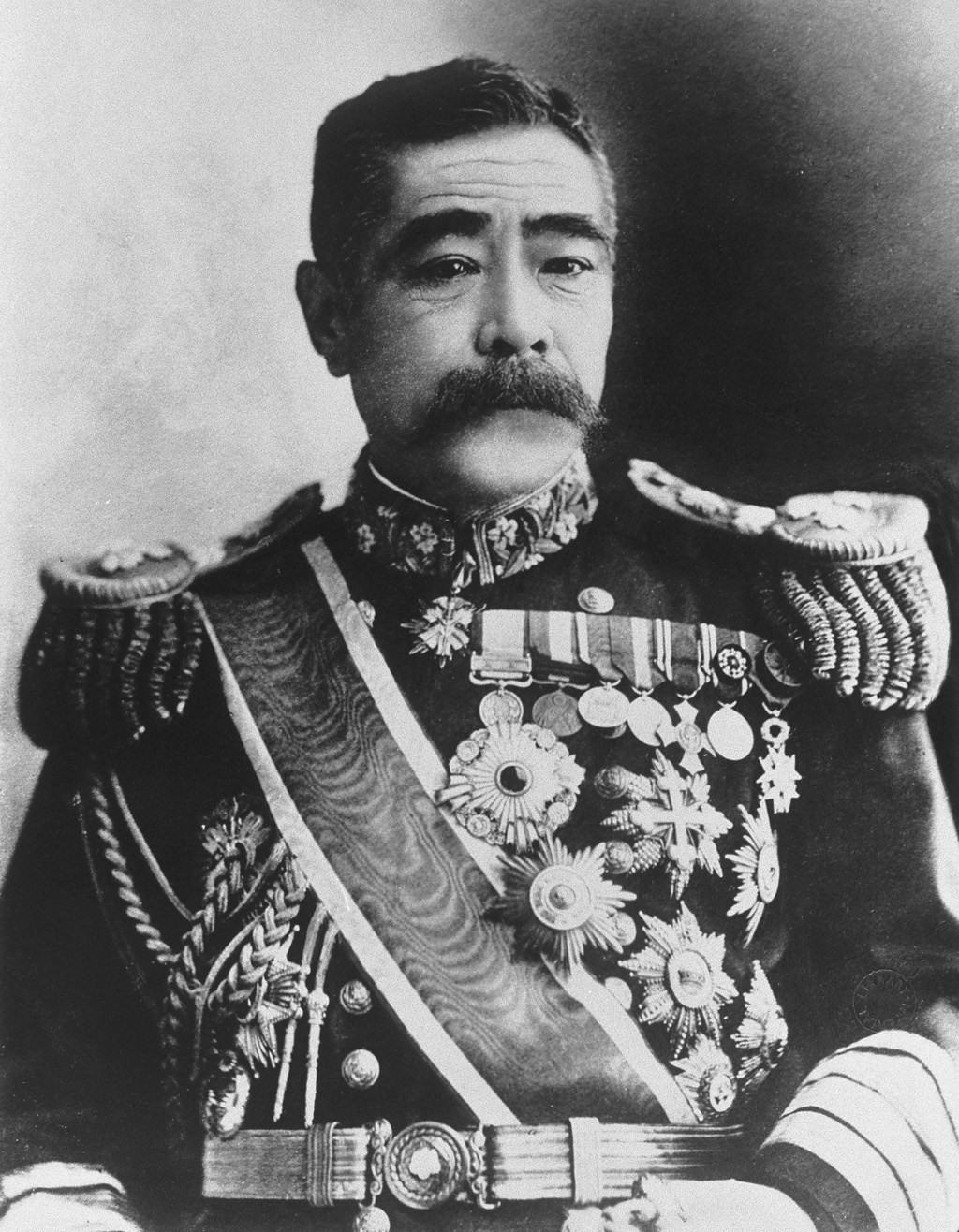
Сайґо Цуґуміті, перший міністр армії при кабінеті міністрів Японії.

| Міністерство флоту (Велика державна рада) |                   |                                 |                                 |
| №                                         | Ім'я              | Термін                          | Приналежність                   |
| 1                                         | Кацу Кайсю        | 25 жовтня 1873 — 25 квітня 1875 | екс-чиновник сьоґунату Токуґава |
| 2                                         | Кавамура Сумійосі | 24 травня 1878 — 28 лютого 1880 | Фракція Сацума                  |
| 3                                         | Еномото Такеакі   | 28 квітня 1875 — 7 квітня 1881  | екс-чиновник сьоґунату Токуґава |
| 4                                         | Кавамура Сумійосі | 7 квітня 1881 — 22 грудня 1885  | Фракція Сацума                  |

| Міністерство флоту (Кабінет Міністрів) |                  |                    |                   |                    |
| №                                      | Ім'я             | Кабінет            | Вступив на посаду | Приналежність      |
| 1                                      | Сайґо Цуґуміті   | Перший кабінет Іто | 22 грудня 1885    | Фракція Сацума     |
| 2                                      | Ояма Івао        |                    | 10 липня 1886     | Фракція Сацума     |
| 3                                      | Сайґо Цуґуміті   |                    | 1 липня 1887      | Фракція Сацума     |
| 4                                      | Кабаяма Сукенорі |                    | 17 травня 1890    | Фракція Сацума     |
| 5                                      | Ніре Каґенорі    |                    | 8 серпня 1892     | Фракція Сацума     |
| 6                                      | Сайґо Цуґуміті   |                    | 11 березня 1893   | Фракція Сацума     |
| 7                                      | Ямамото Ґомбей   |                    | 8 листопада 1898  | Міністерство флоту |
| 8                                      | Сато Макото      |                    | 7 січня 1906      | Міністерство флоту |
| 9                                      | Ясіро Рокуро     |                    | 16 квітня 1914    | Міністерство флоту |
| 10                                     | Като Томосабуро  |                    | 10 серпня 1915    | Міністерство флоту |
| 11                                     | Такарабе Такесі  |                    | 15 травня 1923    | Міністерство флоту |
| 12                                     | Муракамі Какуїті |                    | 7 січня 1924      | Міністерство флоту |
| 13                                     | Такарабе Такесі  |                    | 11 червня 1924    | Міністерство флоту |
| 14                                     | Окада Кейсуке    |                    | 20 квітня 1927    | Міністерство флоту |
| 15                                     | Такарабе Такесі  |                    | 2 липня 1929      | Міністерство флоту |
| 16                                     | Або Кійокадзу    |                    | 3 жовтня 1930     | Міністерство флоту |
| 17                                     | Осумі Мінео      |                    | 13 грудня 1931    | Міністерство флоту |
| 18                                     | Окада Кейсуке    |                    | 26 травня 1932    | Міністерство флоту |
| 19                                     | Осумі Мінео      |                    | 9 січня 1933      | Міністерство флоту |
| 20                                     | Наґано Осамі     |                    | 9 березня 1936    | Міністерство флоту |
| 21                                     | Йонай Міцумаса   |                    | 2 лютого 1937     | Міністерство флоту |
| 22                                     | Йосіда Сенґо     |                    | 30 серпня 1939    | Міністерство флоту |
| 23                                     | Оїкава Косіро    |                    | 5 вересня 1940    | Міністерство флоту |
| 24                                     | Сімада Сіґетаро  |                    | 18 жовтня 1941    | Міністерство флоту |
| 25                                     | Номура Наокуні   |                    | 17 липня 1944     | Міністерство флоту |
| 26                                     | Йонай Міцумаса   |                    | 22 липня 1944     | Міністерство флоту |